# Necil Kazim Akses
Necil Kazim Akses (født 6. maj 1908 i Istanbul - død 16. februar 1999 i Ankara, Tyrkiet) var en tyrkisk komponist. 
Akses studerede på musikakademiet i Wien, og senere i Tjekkiet hos Josef Suk og Alois Háber på Prags Musikkonservatorium.
Han oprettede sammen med Paul Hindemith Ankara´s Musikkonservatorium i 1949. 
Han hørte til gruppen The Turkish Five, som bl.a. også bestod af Ahmed Saygun, og hørte til de ledende komponister i Tyrkiet.
Akses har skrevet 5 symfonier, orkesterværker, 4 operaer, 4 strygerkvartetter, kammermusik, klaverstykker, kormusik etc.

## Udvalgte værker
- Symfoni nr. 1 (1966) - for orkester
- Symfoni nr. 2 (1978) - for strygere
- Symfoni nr. 3 (1980) - for orkester
- Symfoni nr. 4 "Rumænsk fantasi" (1983-1984) - for cello og orkester
- Symfoni nr. 5 "Atatürk siger" (1985) - for fortæller, tenor, kor, orgel, børnekor og orkester
- Strygerkvartetter (1946, 1971, 1979, 1990)